# Prassede
Prassede  è un nome proprio di persona italiano femminile.

## Varianti
- Femminili: Prasseda

### Varianti in altre lingue
- Catalano: Praxedis
- Francese: Praxède
- Greco antico: Πράξηδις Pràxēdis[1]
- Latino: Praxedes
- Polacco: Prakseda
- Spagnolo: Práxedes

## Origine e diffusione

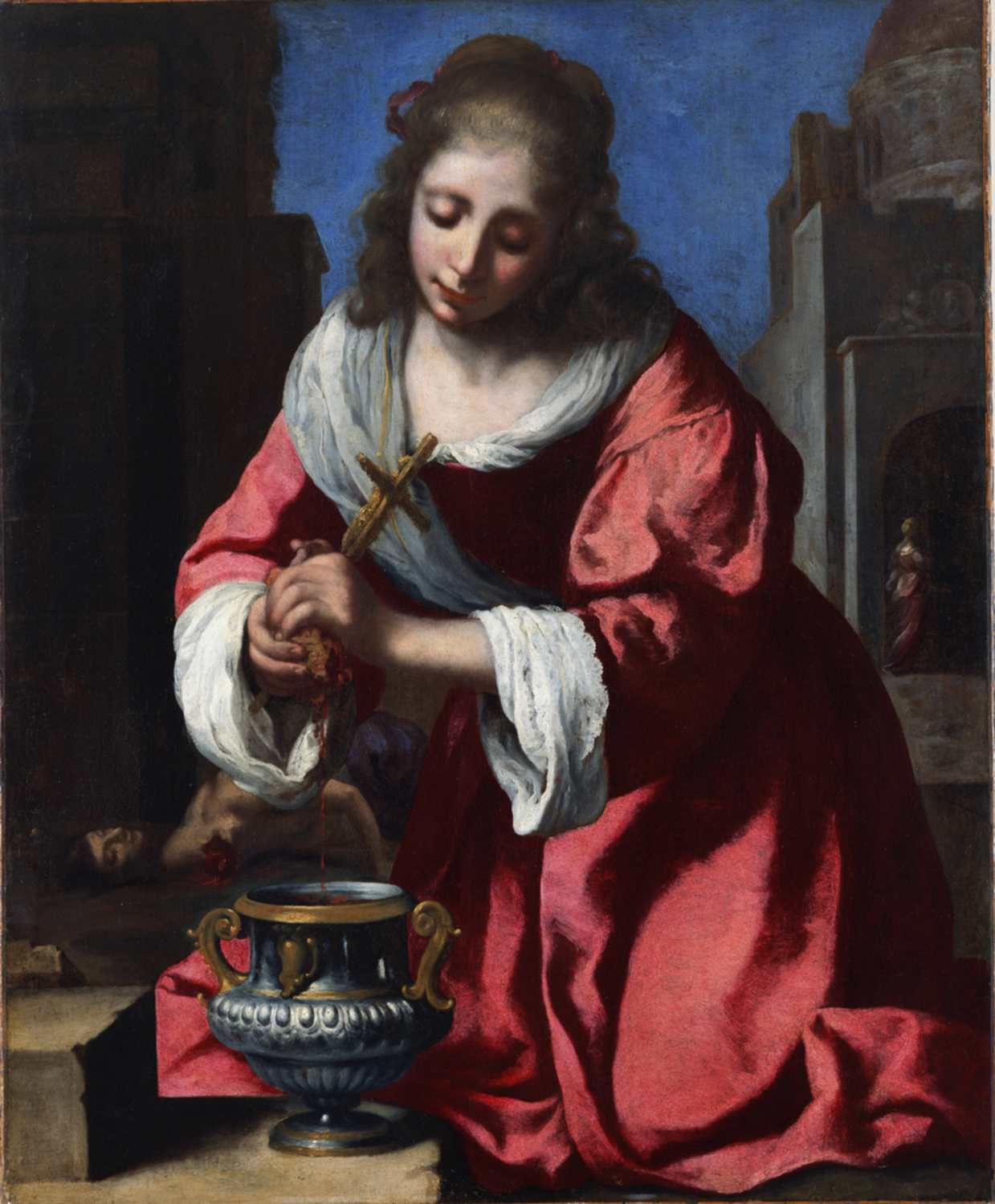
Santa Prassede, di Jan Vermeer

Deriva dal latino ecclesiastico Praxēdes, a sua volta dal greco antico Πράξηδις Pràxēdis, basato su πρᾶξις (pràxis, "azione", da cui anche Euprassia). Significa dunque "colei che agisce [bene]".

## Onomastico
L'onomastico si festeggia il 21 luglio in memoria di santa Prassede, vergine e martire a Roma, sorella di santa Pudenziana.

## Persone
- Prassede, santa romana

### Variante Prakseda
- Prakseda Marcelina Kochanska, vero nome di Marcella Sembrich, soprano polacco

## Il nome nelle arti
- Donna Prassede è un personaggio del romanzo di Alessandro Manzoni I promessi sposi.
- Prassede è un personaggio del film Letto a tre piazze, interpretata da Cristina Gajoni.